# آنتونی دی فریتاس
آنتونی دی فریتاس (انگلیسی: Anthony de Freitas؛ زادهٔ ۱۰ مهٔ ۱۹۹۴) بازیکن فوتبال اهل فرانسه است.
وی همچنین در تیم ملی فوتبال زیر ۲۰ سال فرانسه بازی کرده‌است.